# L'Épine-aux-Bois
 L'Épine-aux-Bois  là một xã ở tỉnh Aisne, vùng Hauts-de-France thuộc miền bắc nước Pháp.